# Eleitoralismo
Eleitoralismo é um termo usado pela primeira vez por Terry Lynn Karl, professor de ciência política na Universidade de Stanford, para descrever uma transição "meio caminho" do regime autoritário para o regime democrático. Como um tópico na literatura da ciência política do sistema partidário dominante, o eleitoralismo descreve uma situação em que a transição para fora do regime autoritário rígido é iniciada e gerenciada pelo regime. No entanto, devido à posição dominante do regime incumbente ao longo do processo de transição, a transição não atinge as qualidades institucionais da democracia liberal.
Sob o eleitoralismo, o regime conduz essencialmente os aspectos eleitorais da governança democrática de uma maneira relativamente “livre e justa”. Atos maciços de fraude eleitoral e intimidação no dia das eleições estão essencialmente ausentes. No entanto, outras características da democracia, como o estado de direito e a separação institucional dos poderes, estão ausentes no eleitoralismo. Todo o processo eleitoral é enviesado a favor do regime incumbente. A mídia tende a ignorar ou pintar a oposição de forma negativa, o tribunal superior e a comissão eleitoral tendem a fazer julgamentos a favor do titular e, em algumas ocasiões, os comícios da oposição são negados ou cancelados pela polícia.
Alguns exemplos incluem:
- Tanzânia depois de 1992.
- Turquia depois de 2002.
- Quênia depois de 1991.
- México entre o final dos anos 1980 e 2000.
- Federação Russa depois de 1991.